# Challenger de Sevilla
La Copa Sevilla es un torneo de tenis ATP Challenger Tour organizada por el Real Club de Tenis Betis. Nació como competición de carácter internacional en el año 1962, con el objetivo de reunir en un torneo a algunos de los mejores tenistas del momento.
A lo largo de su historia ha pasado por diferentes fases, comenzó siendo un torneo nacional y con posterioridad se amplió, pasando a ser internacional, de categoría Satélite (ahora llamados Future) y obteniendo finalmente la denominación de Challenger en 1991, convirtiéndose en la primera competición puntuable para la Asociación de tenistas profesionales de Andalucía. Constituye un acontecimiento deportivo de gran importancia para la ciudad de Sevilla y  Andalucía.
Se trata pues de un torneo que se encuadra dentro del circuito internacional de la ATP y cuenta con una dotación económica para premios de 145.000 euros. Está considerada por los expertos la competición de mayor alcance y prestigio de Andalucía y el tercer mejor torneo de España.

## Palmarés

### Individuales
| Año  | Campeón                     | Finalista               | Resultado         |
| ---- | --------------------------- | ----------------------- | ----------------- |
| 1998 | Alberto Martín              | Davide Scala            | 6–1, 5–7, 6–2     |
| 1999 | Sebastián Prieto            | Jacobo Díaz             | 4–6, 6–2, 6–1     |
| 2000 | Tommy Robredo               | Óscar Serrano Gámez     | 6–7(4), 6–1, 6–4  |
| 2001 | Stefano Galvani             | Todd Larkham            | 6–2, 6–4          |
| 2002 | Olivier Mutis               | Albert Portas           | 6–3, 7–5          |
| 2003 | Luis Horna                  | Guillermo García-López  | 6–0, 4–6, 6–3     |
| 2004 | Óscar Hernández             | Alexander Waske         | 7–5, 3–6, 6–4     |
| 2005 | Marco Mirnegg               | Marcos Daniel           | 6–3, 3–0, ret.    |
| 2006 | Iván Navarro                | Héctor Ruiz-Cadenas     | 6–3, 6–4          |
| 2007 | Frederico Gil               | Pablo Andújar           | 6–1, 6–3          |
| 2008 | Pere Riba (1)               | Enrico Burzi            | 6–1, 6–3          |
| 2009 | Pere Riba (2)               | Albert Ramos-Viñolas    | 7–6(2), 6–2       |
| 2010 | Albert Ramos-Viñolas        | Pere Riba               | 6–3, 3–6, 7–5     |
| 2011 | Daniel Gimeno-Traver (1)    | Rubén Ramírez Hidalgo   | 6–3, 6–3          |
| 2012 | Daniel Gimeno-Traver (2)    | Tommy Robredo           | 6–3, 6–2          |
| 2013 | Daniel Gimeno-Traver (3)    | Stéphane Robert         | 6-4, 7-62         |
| 2014 | Pablo Carreño               | Taro Daniel             | 6-4, 6-1          |
| 2015 | Pedro Cachín                | Pablo Carreño           | 7-5, 6-3          |
| 2016 | Casper Ruud                 | Taro Daniel             | 6-3, 6-4          |
| 2017 | Félix Auger-Aliassime       | Íñigo Cervantes Huegun  | (4) 6-7, 6-3, 6-3 |
| 2018 | Kimmer Coppejans            | Alex Molčan             | 7-6 (2), 6-1      |
| 2019 | Alejandro Davidovich Fokina | Jaume Munar             | 2-6, 6-2, 6-2     |
| 2020 | No Celebrado                | No Celebrado            | No Celebrado      |
| 2021 | Pedro Martínez              | Roberto Carballés Baena | 6-4, 6-1          |
| 2022 | Roberto Carballés           | Bernabé Zapata Miralles | 6-3, 7-6          |
| 2023 | Roberto Carballés           | Calvin Hemery           | 6-3, 6-1          |
| 2024 | Roberto Carballés           | Daniel Altmaier         | 6-3,7-5           |

### Dobles
| Año  | Campeones                                         | Finalistas                                             | Resultado            |
| ---- | ------------------------------------------------- | ------------------------------------------------------ | -------------------- |
| 2000 | Eduardo Nicolás Germán Puentes                    | Tommy Robredo Santiago Ventura                         | 6–3, 6–2             |
| 2001 | Stefano Galvani Vincenzo Santopadre               | Marc López Santiago Ventura                            | 6–4, 6–4             |
| 2002 | Mariano Hood Luis Horna                           | Álex López Morón Albert Portas                         | 4–6, 6–1, 6–4        |
| 2003 | Óscar Hernández Albert Portas                     | Enzo Artoni Sergio Roitman                             | 6–4, 4–6, 6–4        |
| 2004 | Tomas Behrend Alexander Waske                     | Óscar Hernández Álex López Morón                       | 7–6(0), 7–6(2)       |
| 2005 | Marcos Daniel Fernando Vicente                    | Flavio Cipolla Alessandro Motti                        | 6–2, 6–7(1), 7–5     |
| 2006 | Pablo Andújar Marcel Granollers (1)               | Hugo Armando Carles Poch-Gradin                        | 4–6, 6–3, [10–8]     |
| 2007 | Marcel Granollers (2) Santiago Ventura (1)        | Miquel Perez Puigdomenech José Antonio Sánchez-de Luna | 6–3, 6–3             |
| 2008 | David Marrero Pablo Santos                        | Rogério Dutra da Silva Flávio Saretta                  | 2–6, 6–2, [10–8]     |
| 2009 | Treat Conrad Huey Harsh Mankad                    | Alberto Brizzi Simone Vagnozzi                         | 6–1, 7–5             |
| 2010 | Daniel Muñoz-de la Nava (1) Santiago Ventura (2)  | Nikola Ćirić Guillermo Olaso                           | 6–2, 7–5             |
| 2011 | Daniel Muñoz-de la Nava (2) Rubén Ramírez Hidalgo | Gerard Granollers Adrián Menéndez                      | 6–4, 6–74, [13–11]   |
| 2012 | Nikola Ćirić Boris Pašanski                       | Stephan Fransen Jesse Huta Galung                      | 5–7, 6–4, [10–6]     |
| 2013 | Alessandro Motti Stéphane Robert                  | Stephan Fransen Wesley Koolhof                         | 7-5, 7-5             |
| 2014 | Antal van der Duim Boy Westerhof                  | James Cluskey Jesse Huta Galung                        | 7–64, 6–4            |
| 2015 | Wesley Koolhof Matwé Middelkoop                   | Marco Bortolotti Kamil Majchrzak                       | 7–65, 6–4            |
| 2016 | Íñigo Cervantes Oriol Roca Batalla                | Ariel Behar Enrique López-Pérez                        | 6–2, 6–5 ret.        |
| 2017 | Pedro Cachín Íñigo Cervantes Huegun               | Iván Gájov David Vega Hernández                        | 7-6 (5), 3-6, [10-5] |
| 2018 | Gerard Granollers Pedro Martínez                  | Daniel Gimeno Ricardo Ojeda Lara                       | 6–0, 6-2             |
| 2019 | Gerard Granollers Pedro Martínez                  | Kimmer Coppejans Sergio Martos Gornés                  | 7-5, 6-4             |
| 2020 | No Celebrado                                      | No Celebrado                                           | No Celebrado         |
| 2021 | David Vega Hernández Mark Vervoort                | Javier Barranco Cosano Sergio Martos Gornés            | 6–3, 6–7(7), [10–7]  |
| 2022 | Román Andrés Burruchaga Facundo Díaz Acosta       | Alberto Barroso Campos Nicolás Álvarez Varona          | 7–5, 6–7, [10–7]     |
| 2023 | Alberto Barroso Campos Pedro Martínez             | Sriram Balaji Fernando Romboli                         | 3–6, 7–6(5), [11–9]  |
| 2024 | Patrik Rikl Petr Nouza                            | George Goldhoff Fernando Romboli                       | 6-3,6-2              |